# Cüneyt Çelik
Cüneyt Çelik (* 12. Oktober 1987 in Sapanca) ist ein türkischer Fußballtorhüter.

## Karriere
Çelik begann mit dem Vereinsfußball in der Jugend von Sakarya Demirspor und wechselte 2006 in die Jugend von Sakaryaspor. 2007 erhielt er hier einen Profivertrag und spielte bis ins Jahr 2012 für die Profimannschaft. Nachdem er die Spielzeit 2012/13 beim Istanbuler Drittligisten Sarıyer SK verbracht hatte, wechselte er im Sommer 2013 zum Zweitligisten Boluspor.
Im Sommer 2014 kehrte er zu Sakaryaspor zurück.

## Erfolge
Mit Sakaryaspor
- Playoffsieger der TFF 2. Lig und Aufstieg in die TFF 1. Lig: 2010/11